# زرنيخات النحاس الكروماتية
كرومات زرنيخات النحاس أو زرنيخات النحاس الكروماتية أو زرنيخات النحاس المكرومة (بالإنجليزية: Chromated copper arsenate، يُعرف اختصارًا بـ CCA) هو مادة حافظة للأخشاب تحتوي على مركبات من الكروم والنحاس والزرنيخ بنسب مختلفة. يتم استخدامه لتلقيح الأخشاب والمنتجات الخشبية الأخرى، وخاصة تلك المخصصة للاستخدام في الهواء الطلق، لحمايتها من هجوم الميكروبات والحشرات. مثل غيرها من المواد الحافظة الخشبية القائمة على النحاس، فإنه يضفي صبغة خضراء على الأخشاب المعالجة.
تم اختراع كرومات زرنيخات النحاس في عام 1933 من قبل الكيميائي الهندي سونتي كاميسام [الإنجليزية]، وحصل على براءة اختراع في بريطانيا في عام 1934. وقد تم استخدامه لمعالجة الأخشاب منذ منتصف الثلاثينيات، ويتم تسويقه تحت العديد من الأسماء التجارية.
في عام 2003 ، اتفقت وكالة حماية البيئة وصناعة الأخشاب على التوقف عن استخدام الخشب المعالج بكرومات زرنيخات النحاس في معظم المباني السكنية. تهدف هذه الاتفاقية إلى حماية صحة البشر والبيئة عن طريق الحد من التعرض للزرنيخ في الخشب المعالج بهذه المادة. نتيجة لهذا القرار، لم يعد من الممكن استخدام الخشب المعالج بـهذه الماة في بناء الهياكل السكنية مثل معدات الملاعب والطوابق وطاولات التنزه وميزات المناظر الطبيعية والأسوار والباحات والممرات. ومع ذلك، يظل كرومات زرنيخات النحاس خيارًا شائعًا واقتصاديًا لصنع الأخشاب القابلة للتلف، مثل الصنوبر المزروع في المزارع، وقابل للتطبيق لتطبيقات عديدة مثل الأعمدة، والخوازيق، وهياكل الحفظ، وما إلى ذلك.